# Gropeni
Gropeni è un comune della Romania di 3 356 abitanti, ubicato nel distretto di Brăila, nella regione storica della Muntenia.
Gropeni ha dato i natali al linguista e latinista Ion C. Massimu (1825-1877)